# Traspinedo (kommunhuvudort)
Traspinedo är en kommunhuvudort i Spanien.   Den ligger i provinsen Provincia de Valladolid och regionen Kastilien och Leon, i den centrala delen av landet, 140 km nordväst om huvudstaden Madrid. Traspinedo ligger 741 meter över havet och antalet invånare är 948.
Terrängen runt Traspinedo är platt söderut, men norrut är den kuperad. Traspinedo ligger nere i en dal. Runt Traspinedo är det glesbefolkat, med 10 invånare per kvadratkilometer. Närmaste större samhälle är Tudela de Duero, 8,8 km väster om Traspinedo. Trakten runt Traspinedo består till största delen av jordbruksmark.